# Vlny (román)
Román Vlny je prozaickým dílem Virginie Woolfové, britské spisovatelky literárního modernismu 20. století. Román byl poprvé vydán roku 1931. Autorka v románu experimentuje s technikou vyprávění, které má podobu střídavých vnitřních monologů šesti hlavních postav. Promluvy postav jsou doplněny o lyrické popisy mořských vln.  
Virginia Woolfová začala poprvé smýšlet o sepsání románu Vlny již roku 1926, přičemž prvotně se dílo mělo nazývat Můry. S názvem Vlny začala Woolfová poprvé pracovat přibližně v lednu roku 1930, kdy samotný román nejpravděpodobněji začala psát. V románu se objevují prvky experimentu a užití techniky proudu vědomí. V českém prostředí byla kniha poprvé vydána roku 1997 a přeložena Martinem Pokorným. On sám se vyjádřil, že kniha, která původně působila na polici přehlédnutelně, si ho na mnoho let podmanila.

## Děj
Příběh se skládá z vnitřních monologů šesti základních postav, které jsou přerušovány lyrickými pasážemi a podrobnými popisy vln během celého dne. Se skupinou šesti kamarádů – tří dívek (Jinny, Rhoda a Susan) a tří chlapců (Bernard, Neville a Louis), se čtenář setkává v dětském věku. Příběh začíná ve smyšleném Elvedonu, kde spolu všech šest dětí tráví prázdniny, pozorují brouky, běhají po lukách. Následuje první školní den, kdy se dívky a chlapci rozdělí. Jejich promluvy jsou pak od sebe oddělené, vzhledem k tomu, že každá skupinka studuje na jiné škole. Děti se ve škole učí, hrají tenis či kriket a popisují své pocity. Po ukončení studia postavy popisují jejich návrat domů, nebo to, jak se chlapci ocitají na rozcestí, jak pokračovat dál. Jako další postavy románu se objevují např. Archie, John, Walter nebo Percival.
Postupem románu se odkrývají povahy a sny jednotlivých postav. Vzhledem k tomu, že každý na jakoukoli situaci reaguje jinak, je možné vše vnímat z vícero úhlů pohledu. Susan představuje osobu prahnoucí po životním klidu na venkově se svým otcem a poctivě pracujícími lidmi. V dospělosti se vdá za jednoho z vesnických farmářů, se kterým má postupem času děti. Jinny naopak touží po popularitě. Rhoda se ztrácí ve svých myšlenkách a vyhledává samotu. V druhé části románu vede milostný románek s Louisem. Bernard je přímočarý a chce se stát spisovatelem, odchází kvůli tomu i na univerzitu. Louis si po škole si zvolí práci úředníka. Neville je zpočátku postavou upozaďovanou a je od začátku zamilovaný do Percivala. Nakonec se Neville stane aktivním a uznávaným spisovatelem.
Percival představuje další velmi důležitou postavu, která je často zmiňována v promluvách ostatních, ovšem nikdy nevystupuje sama za sebe. Když jsou již protagonisté dospělí, čtenář se dozvídá, že Percival zemřel v Indii. Na jeho smrt reaguje většina postav.
Od druhé poloviny románu si postavy začínají uvědomovat, že čas umí plynout velmi rychle a nic už není takové jako dřív. Vnímají ubíjející jednotvárnost života. Všichni začínají mít chmurné představy a ke sklonku života se jim snaží čelit pouze Jinny. Rhoda opouští Louise, jehož život se posléze naplní prázdnotou.
V závěrečném monologu se Bernard vrací zpět ve svých vzpomínkách. Vzpomíná na všechny své přátele a popisuje je, jako by byli všude kolem něj a on je viděl před očima. Z jeho monologu je navíc patrné, že Rhoda spáchala sebevraždu.

## Interpretace

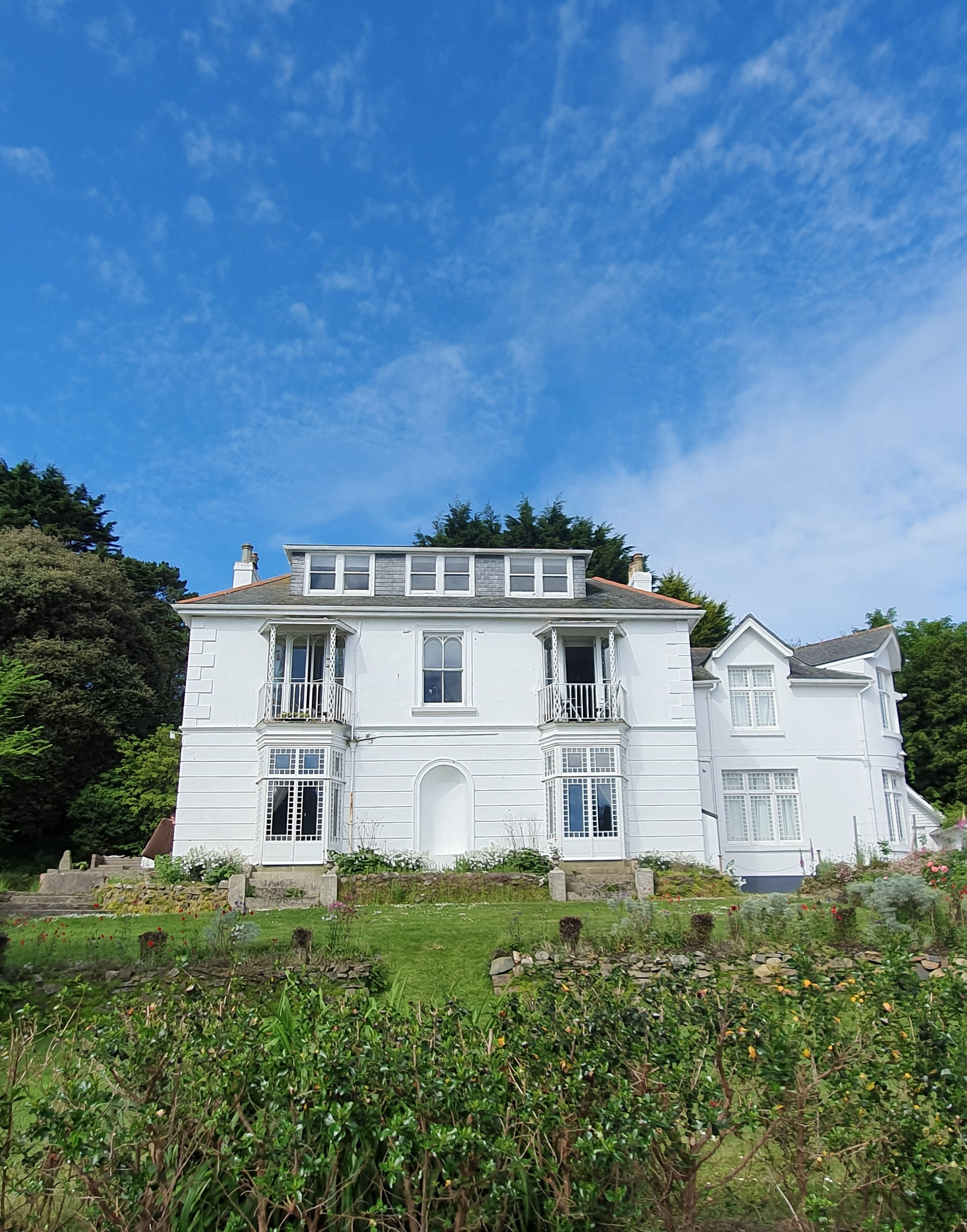
Talland House, kde autorka v dětství pobývala, inspiroval některé scény ve Vlnách a K majáku

Román je vnímán jako autorčina největší experimentální próza a jako řetězové sebereflexe jednotlivých postav, jejichž životní osudy se neustále prolínají. Ida Kodrlová dokonce označuje román jako „poezii v próze“ vzhledem k velkému zastoupení přírodních a popisných motivů.
Virginia Woolfová se pomocí spojení výtvarného umění (zejména barev) a hudby se slovem a tím tam vytvořit novou estetickou rovinu díla. Sama autorka ve svých dopisech a denících často zmiňuje lásku k umění, jehož motivy jsou patrné i v jiných prozaických dílech, např. K majáku (1927) nebo Mezi akty (1941). V jejím osudu a tvorbě spatřuje Martin Hilský, ve své odborné publikaci Modernisté, snahu o vymanění se z prázdné každodennosti, v čemž jsou viditelné příkladné rysy moderního umělce. Vztah k umění zdůrazňuje Hilský v rámci lyrických interludií, které dle něho působí „jako by Virginia Woolfová stála na mořském pobřeží, místo štětce držela v ruce pero a pokoušela se o nemožné.“
Konkrétně barva a její různé motivy jsou důležitými rysy v autorčiných prózách. Ve Vlnách nabývají barvy psychologického významu, zastupují i charakterizační funkce – postavy mluví a přemýšlí o barvách v souvislosti s vlastními pocity. Zastoupení barev dokládá i následující citace: „A nyní když vlak míjí tyto rudé skály a modré moře, odbytý semestr za mými zády získává tvar. Vidím jeho barvu. Červen byl bílý.“
Podobné charakterové rysy a životní osudy s Virginií Woolfovou lze spatřovat v postavě Rhody, vzhledem k tomu, že i Woolfová ve svém životě ztrácí otce, jenž umírá na rakovinu žaludku. Životní paralelu autorky lze spatřovat i v Rhodině sebevraždě, jelikož i sama autorka spáchala sebevraždu, deset let po vydání románu. Poslední slova románu Vlny, která zní: „Proti tobě, proti tobě se vrhám, nepoddajná a nepřemožená, ó Smrti!“, jsou epitafem vyrytým na autorčině náhrobku.

## Přijetí díla
Veronika Krajíčková zhodnotila román Vlny velmi kladně a tvrdila, že na rozdíl od románu Jákobův pokoj se Virginia Woolfová uchýlila k naprosto nové románové formě se snahou vytvořit výjimečné dílo. Krajíčková označila propojování narativních hlasů postav za velmi zdařilé a poutavé. Dle Krajíčkové je román Vlny považován za nejzdařilejší, ale přes svou obtížnost se mu nikdy nedostane takové pozornosti od čtenářů jako tomu je u děl K majáku nebo Paní Dallowayová.
Kronenberger ocenil, že Woolfová ve Vlnách zdůrazňuje nikoliv jen povrchní realitu ale i realitu psychologickou. Nezabývá se ani tolik lidmi, ale zajímají ji spíše básnické symboly života jako je střídání ročních období, den a noc, čas a prostor, zrození a smrt. Tyto symboly Wolfoová následně staví do kontrastu i souladu. Bernardův monolog na konci románu hodnotí jako velmi kvalitní a dojemný úsek psaní, který dokázal velmi dobře shrnout životy všech postav. Dle Kronenbergera je román někde na pomezí prózy a poezie a je zcela jistě hoden bližšího literárního zkoumání.
Sackville pozitivně zhodnotil lyričnost, melancholii a celkové zobrazení lidskosti. Čtenář se s postavami potkává v útlém věku a poznává je do hloubky, poznává jejich sny, fantazie i obavy. Ke konci románu se postavy loučí jako dospělí lidé, kteří si svůj život už prožili. Sackville oceňuje, že zobrazení přátelství je sestaveno méně na základě děje, ale spíše je spojeno rytmy a obrazy, které se u všech šesti přátel opakují. Jedná se např. o ploutev, bubliny, stříbrné ryby. Tyto obrazy působí jako „mantinely“ odrážející bijící vlny lyrických pasáží románu.